# Eunidia subtesselata
Eunidia subtesselata là một loài bọ cánh cứng trong họ Cerambycidae.